# Flapperklänning

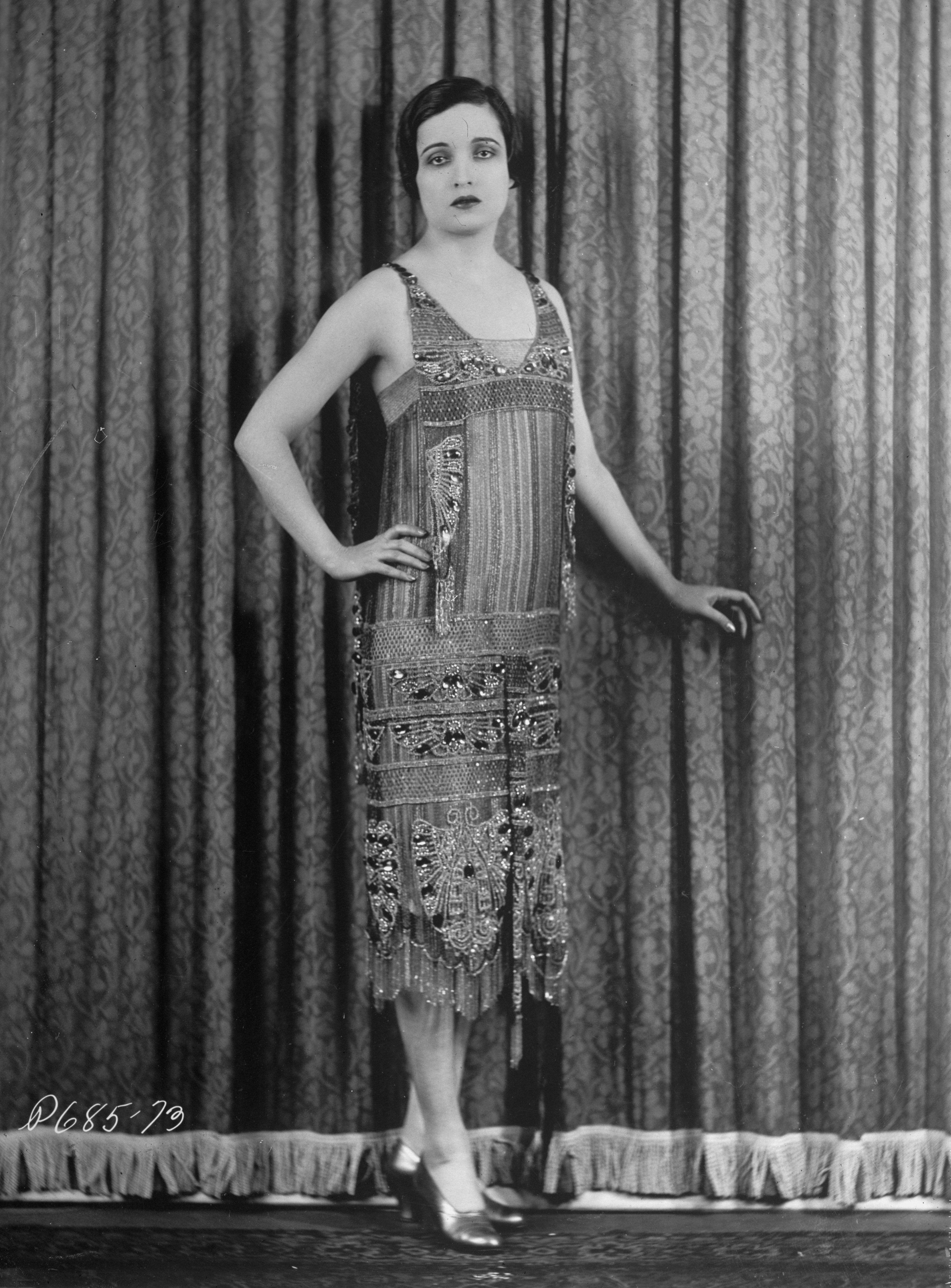
Amerikanska skådespelerskan Alice Joyce iförd flapperklänning

Flapperklänning, charlestonklänning, är en knälång, ärmlös klänning med lågt sittande midja, som ofta döljs av ett skärp. Klänningen är ofta rakt skuren eller utställd nedtill. Flapperklänningar var högsta mode på 1920-talet.